# Гофман, Франсуа Бенуа

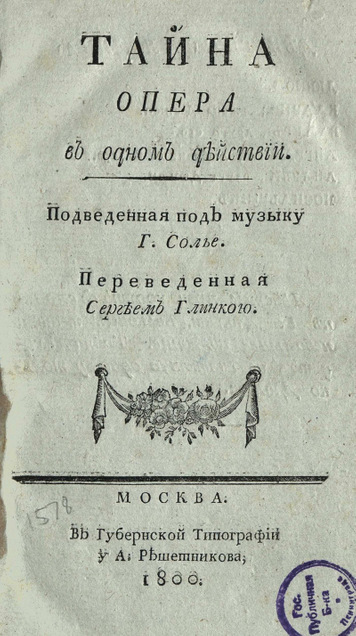
Опера «Тайна» на музыку Г. Солье либретто Гофмана

Франсуа Бенуа Гофман (фр. François-Benoît Hoffman; 11 июля 1760, Нанси — 25 апреля 1828, Париж) — французский литератор, драматург, либреттист

, музыкальный критик.

## Биография
Изучал право в Страсбургском университете. Полагая, что его заикание помешает его юридической карьере, поступил на военную службу на Корсике, но прослужил недолго и, вернувшись в Нанси, написал несколько стихов, которые привлекли к нему внимание . В 1784 году отправился в Париж, где написал свое первое либретто «Федра» для композитора Жана-Батиста Лемуана, их совместная работа была исполнена в Фонтенбло в октябре 1786 года. Однако вскоре Гофман поссорился с Лемуаном и предложил свою работу другим композиторам. Плодотворно сотрудничал с Этьенном Мегюлем и Луиджи Керубини («Медея» (фр. Médée, 1797)).
Хоффман стремился гарантировать права авторов, он также боролся за свободу прессы и право не подвергать цензуре литературные произведения. Эта деятельность часто приводила его к конфликтам с властями и другими авторитетами.

## Избранные сочинения
- Phèdre, 1786 ;
- Nephté, 1789 ;
- Euphrosine ou le Tyran corrigé, 1790;
- Adrien, 1792;
- Adélaïde, 1793 ;
- Callias, 1795 ;
- Le Brigand, 1795 ;
- Azeline, 1797 ;
- Médée, 1797 ;
- Léon ou le Château de Monténéro, 1798 ;
- Ariodant, 1799;
- Bion, 1800 ;
- Lisistrata, ou Les Athéniennes, 1802;
- Le Trésor supposé ou le Danger d’écouter aux portes, 1802 ;
- La Boucle de cheveux, 1802 ;
- Le Roman d’une heure, 1803 ;
- La Ruse inutile, 1805 ;
- Grimaldi, 1810.